# Пурла
Пурла — река в России, протекает по Таштагольскому району Кемеровской области. Устье реки находится в 11 км от устья реки Пызас по левому берегу. Длина реки составляет 24 км. В 4 км от устья по правому берегу впадает река Кичи.

## Данные водного реестра
По данным государственного водного реестра России относится к Верхнеобскому бассейновому округу, водохозяйственный участок реки — Томь от истока до города Новокузнецк, без реки Кондома, речной подбассейн реки — Томь. Речной бассейн реки — (Верхняя) Обь до впадения Иртыша.